# Bikonta
Die Einteilung der Lebewesen in Systematiken ist kontinuierlicher Gegenstand der Forschung. So existieren neben- und nacheinander verschiedene systematische Klassifikationen. 
Das hier behandelte Taxon ist durch neue Forschungen obsolet geworden oder ist aus anderen Gründen nicht Teil der in der deutschsprachigen Wikipedia dargestellten Systematik.
Der Begriff Bikonta umfasst eine bestimmte Gruppe der Lebewesen mit Zellkern (Eukaryota). Bei allen Bikonta kommen (oder kamen wahrscheinlich ursprünglich) bikonte Zellen vor. Bikonte Zellen sind Zellen mit zwei Geißeln.
Zu den Bikonta sollen die großen Gruppen der Archaeplastida (u. a. Rotalgen und Landpflanzen), Excavata (u. a. Euglenozoa mit den bekannten Augentierchen), Rhizaria (u. a. Foraminiferen und Strahlentierchen), Chromalveolata (u. a. Braunalgen, Kieselalgen und Wimpertierchen) und vielleicht (unsicher) auch die flagellaten Apusozoa gehören. Es ist jedoch nicht völlig unumstritten, ob die Bikonta tatsächlich alle von einem letzten gemeinsamen Vorfahren abstammen, ob sie also ein Monophylum bilden. Wegen dieser Unsicherheit wird das Bikonta-Taxon derzeit nicht in der übergreifenden Systematik der Eukaryoten der deutschsprachigen Wikipedia berücksichtigt.
Alle übrigen Eukaryota sind keine Bikonta, sondern Unikonta. Zu den Unikonta zählen einerseits die Amoebozoa, die mehrheitlich amöbenartig aussehen, und andererseits die Gruppe der Schubgeißler (Opisthokonta). Die Opisthokonta untergliedern sich weiter, vor allem in die großen Gruppen der Tiere (Animalia) und der Chitinpilze (Echte Pilze, Fungi). Im Gegensatz zum Bikonta- ist das Unikonta-Taxon inzwischen verhältnismäßig gut belegt.
Neben der ursprünglichen Anzahl der Geißeln unterscheiden sich Bikonta und Unikonta durch weitere molekularbiologische und zellbiologische Merkmale.